# Historia de Tepic
La fundación de Tepic se remonta a la época prehispánica, al arribo de los primeros europeos por esas tierras, Tepic era un tlatoanazgo (población subordinada), que dependía del hueitlatoanazgo (cacicazgo) de Xalisco, Xalisco ha conservado su nombre, es municipio y está en la actualidad conurbado con la ciudad de Tepic.

En los poblados de  Camichín de Jauja y Pochotitán se han localizado petroglifos del período clásico mesoamericano. El asentamiento indígena de Tepique, en la época prehispánica, fue uno de los señoríos menores tributarios del señorío de Xalisco, ubicado en la otra ribera del Río Mololoa, afluente del Río Grande de Santiago.

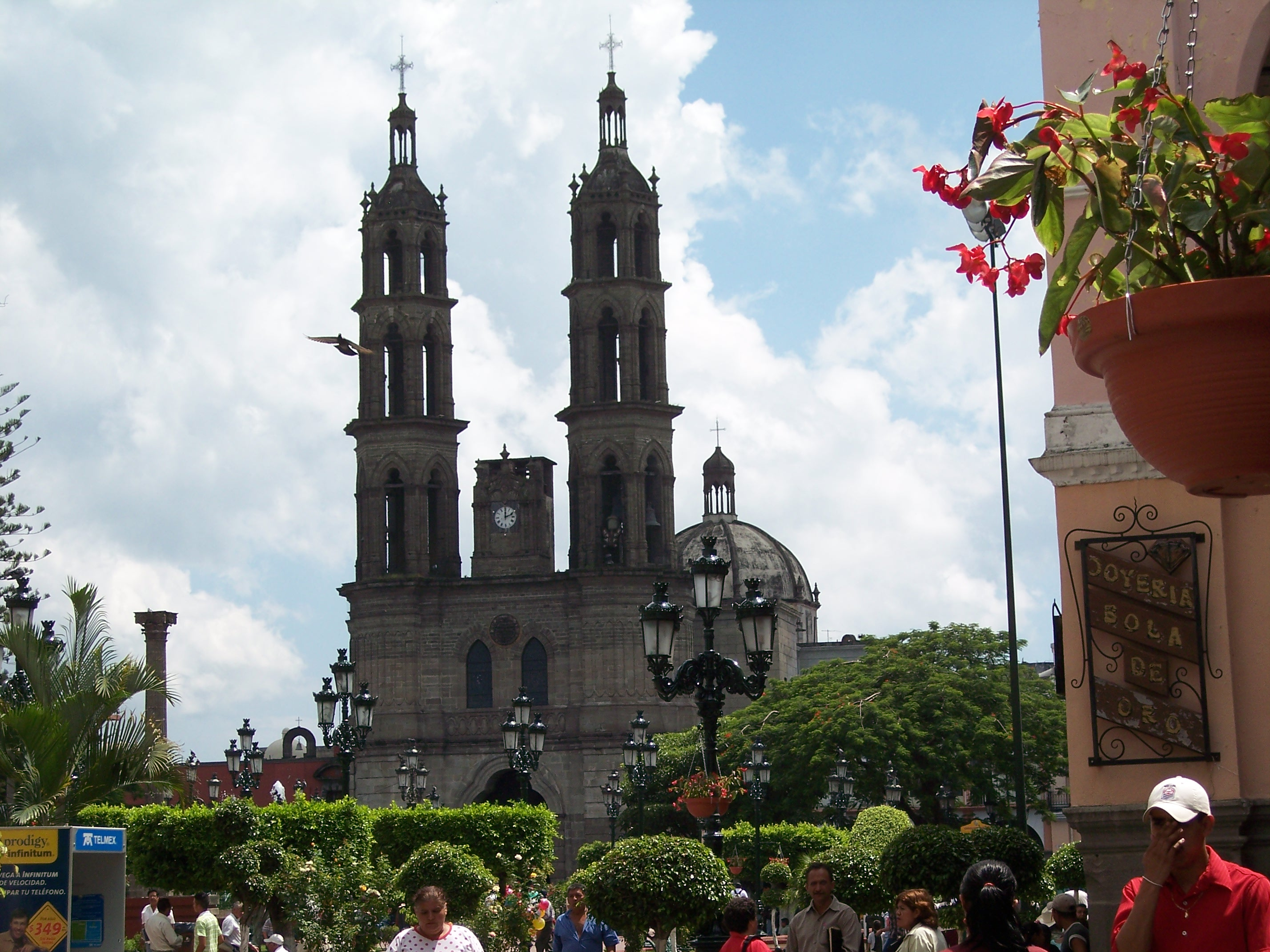
Catedral de Tepic.

El primer español en llegar a Nayarit fue Francisco Cortés de San Buenaventura sobrino del conquistador Hernán Cortés, a quien se rindieron todos los señoríos indígenas de la región pacíficamente, pero la conquista militar y definitiva fue iniciada por Nuño Beltrán de Guzmán, en 1530.

## Primera capital del Reino de la Nueva Galicia
El 16 de enero de 1532, el conquistador Nuño de Guzmán recibió una carta procedente de Ocaña, España en la cual Juana Reina de Castilla (conocida como Juana la Loca) lo nombra gobernador de las tierras conquistadas y llamó a estas Nuevo Reino de Galicia de Compostela.
El día 17 de enero del mismo año dio a conocer a los habitantes del lugar su nombramiento y el deseo de la soberana de que estas tierras cambiaran de nombre. De nuevo tomó posesión de su gobierno rebautizado y a la Iglesia dedicada a la colegiata Santa María la Mayor, le cambió el nombre, ofreciéndola al apóstol Santiago. La ceremonia de fundación fue realizada con gran solemnidad el 25 de julio de 1532, fecha en la que se festeja al apóstol Santiago. A dicha ceremonia asistieron el Gobernador, los oficiales de su ejército y el primer cabildo de la ciudad.

## La tercera expedición de Cortés a la Mar del Sur
Después de haber patrocinado dos viajes de exploración hacia la Mar del Sur (Océano Pacífico) y sin haber obtenido resultados materiales, Hernán Cortés decidió encabezar el tercer viaje de exploración hacia las tierras recién descubiertas en la Mar del Sur por el navegante Fortún Jiménez al mando de una expedición que patrocinó el mismo Cortés, esas nuevas tierras le pertenecían al conquistador de México por Cédula Real.
Molesto Cortés porque Nuño de Guzmán su archienemigo de siempre, le había requisado un buque, el navío San Miguel, durante la primera expedición que sufragó, además del buque Concepción que Cortés había enviado en el segundo viaje de exploración de la Mar del Sur, decidió enfrentarlo en su propio terreno y desde allí montar la tercera expedición, para ello preparó un gran número de tropas a pie y a caballo para marchar sobre la provincia de la Nueva Galicia de la cual Nuño de Guzmán era gobernador.
El virrey de la Nueva España advirtió a Hernán Cortés el 4 de septiembre de 1534 "que no enfrentase a quien le había requisado sus barcos" a lo que Hernán Cortés se negó alegando que había gastado más de 100 mil castellanos de oro, además de haber sido designado por la corona española para conquistar y descubrir nuevos territorios. Para ese entonces Cortés ya había organizado un astillero en Tehuantepec y tenía tres navíos dispuestos; el San Lázaro (en el que regresó Grijalva de la segunda expedición a la Mar del Sur), y el Santa Águeda y el Santo Tomás que recién habían sido construidos.
El proyecto de Cortés era ambicioso, enviaría los navíos a Chametla (Sinaloa) (cerca de la actual población de Escuinapa (Sinaloa) en el territorio gobernado por Nuño de Guzmán y allí abordaría el ejército de tierra comandado por él. Para llegar a Chametla, Cortés tuvo que atravesar por varios días con su ejército el Nuevo Reino de la Nueva Galicia, la Nueva Galicia era una provincia de la Nueva España gobernada por su acérrimo enemigo Nuño de Guzmán.
Cuenta Bernal Díaz del Castillo que cuando en la Nueva España se supo que el Marqués de Oaxaca iba de conquista nuevamente, muchos "creyeron que era cosa cierta y rica" y se ofrecieron a servirle soldados de a caballo, arcabuceros y ballesteros, y 34 casados con sus mujeres, en total 320 personas y 150 caballos. Y añade que los navíos estaban muy bien provistos de bizcocho, carne, aceite, vino y vinagre, mucho rescate, tres herreros con sus fraguas y dos carpinteros de ribera con sus herramientas, además de clérigos y religiosos, y médicos, cirujanos y botica.
Con los pendones a todo lo alto arribó el ejército de Cortés a la población de Santiago de Galicia de Compostela, en el valle de Matatipac (hoy Tepic Nayarit), donde fue acogido amistosamente por el Gobernador Nuño Beltrán de Guzmán, su enemigo de siempre. En esa población Cortés y su ejército permanecieron durante cuatro días antes de proseguir su viaje. Se dice que Nuño de Guzmán aconsejó a Cortés no proseguir con el viaje de exploración y le proveyó de batimentos, en tanto Cortés se asombró de la pobreza en que vivía Nuño de Guzmán. Sin duda alguna el recibimiento de que fue objeto el Conquistador de México de parte de Guzmán se debió al ejército que acompañaba a Cortés.

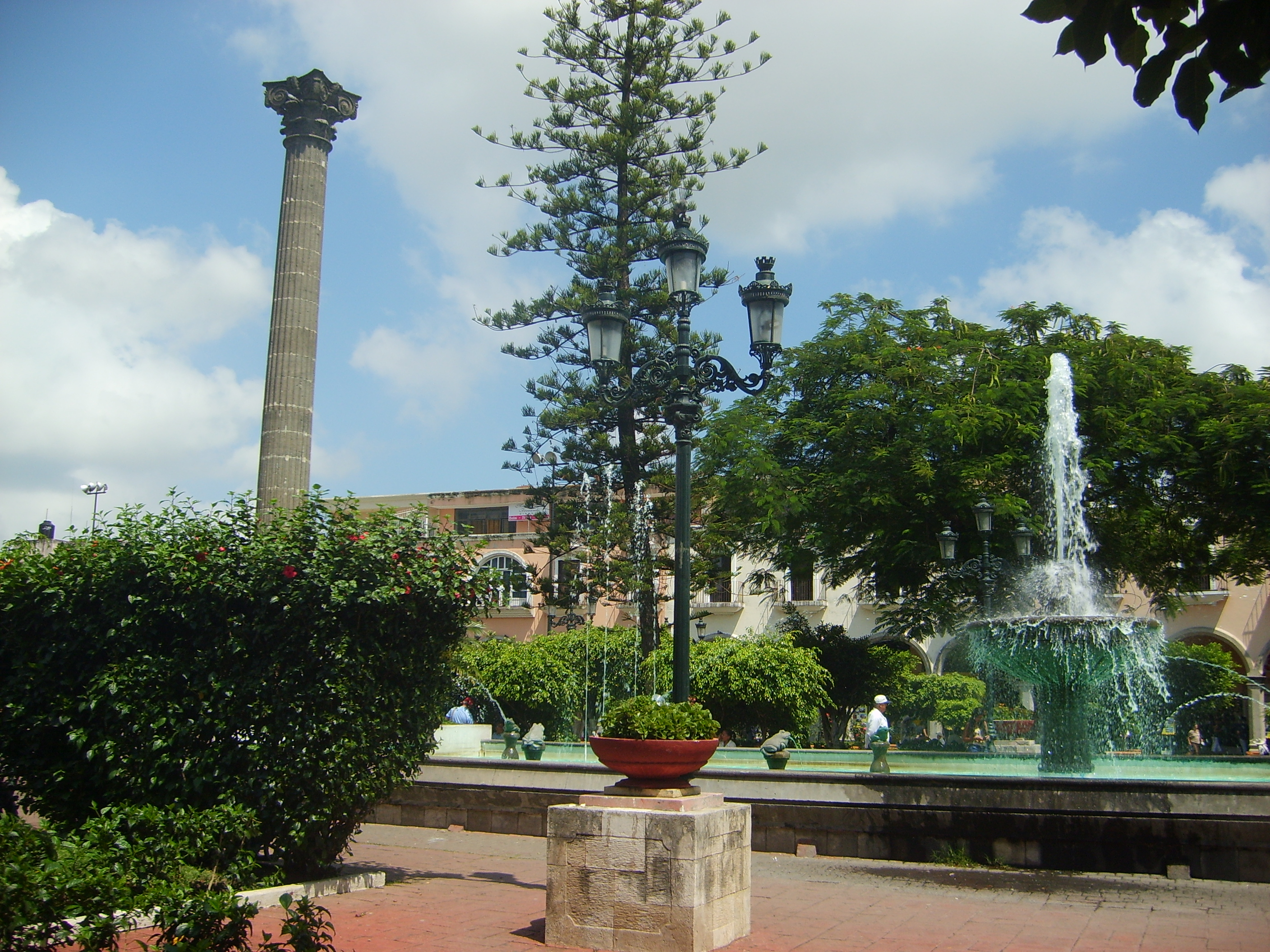
La Plaza de Armas ciudad de Tepic.

Después de la partida de Cortés, Nuño de Guzmán dirigió una carta a la Audiencia en México en " que se queja de que el marqués del Valle (de Oaxaca) quería penetrar con su gente en su gobernación, siendo que solo era Capitán General de la Nueva España"
En Chametla (Sinaloa), después de atravesar los hoy estados de Jalisco y Nayarit, territorio conocido como parte de la provincia o reino de la Nueva Galicia en esa época, Cortés y su comitiva embarcaron los buques Santa Águeda y San Lázaro en los cuales subieron 113 peones, 40 jinetes con todo de a caballo y dejó en tierra a 60 jinetes más, según lo reportó a la Real Audiencia el gobernador Nuño de Guzmán.

## La capital del reino de la Nueva Galicia se traslada a Compostela
Problemas con los nativos obligaron a mover el asentamiento español en 1542 hasta el valle de Coatlán o Cactlán, en ese lugar refundaron la población de Santiago de Galicia de Compostela, población que durante la época del virreinato fue conocida como Compostela de Indias y en la actualidad se le conoce como Compostela.
Cuenta el historiador Padre Tello; Siendo ya (Cristóbal de) Oñate gobernador, mandó luego que toda la gente española que estaba en Tonalán se pasase a la villa de Guadalajara en el puesto de Tlacotlán, a donde permanecía, y habiéndose pasado, hizo matriculalla, y hecho esto, fue a la ciudad de Compostela, y habiendo visto aquella ciudad, costa y provincia, tuvo noticia que los indios de la provincia de los Tecoxines, que son los de Hostoticpac, andaban malos, y los del valle de Cactlán, que son de la misma nación, y que salían a saltear a los indios de servicio que iban a la ciudad de Compostela, y en ninguna manera los podían resistir, y que no había otro remedio sino pasar la ciudad de Compostela de Tepic, a donde estaba, al valle de Cactlán, donde ahora está, que era el riñón de los Tecoxines, para sujetallos, y así luego lo puso por obra, y este año de 1540, la pasó quitándola de Santiago de Tepic, donde Nuño de Guzmán la había fundado. Puesta ya allí, la ilustró y pobló muy bien, aunque como después se dirá, se despobló mucho con la venida de la primera Audiencia.
Poblada ya se asentaron las alteraciones de los Tecoxines, y venían a servir a los vecinos de la ciudad, sin que hubiese daños ni muertos, (...)
El 25 de julio de 1540, día del apóstol Santiago, se cambió la ciudad de "Santiago de Galicia de Compostela" a su ubicación actual, durante la época colonial la población fue conocida como Compostela de Indias y fue la segunda capital de la provincia o reino de la Nueva Galicia. El día 13 de febrero de 1548, el emperador Carlos V, estableció en Compostela una Audiencia de Cuatro Oidores, en la que el primer alcalde mayor de dicha Audiencia, inició sus funciones el 21 de enero de 1549. En julio de 1549, Compostela fue en esa época, sede del primer Obispado de la Nueva Galicia por bula papal y su Obispo recibió el título de Compostelano.
Al cambiarse la población española de Santiago de Galicia de Compostela al valle de Coatlán, Cactlán o Caztlán, el asentamiento humano llamado Tepique o Tepic recuperó su nombre indígena que lleva hasta la fecha.
El día 10 de mayo de 1560, la Audiencia y el Obispado pasaron de Compostela de Indias a Guadalajara Jalisco, ciudad que se convirtió en la tercera y última capital del reino de la Nueva Galicia.

## San Blas pone de nuevo a Tepic en el mapa
Tepic creció en importancia con la refundación en 1768 de San Blas como puerto de altura, al grado que se convirtió en el puerto más próspero del Pacífico Norte. A causa de la importancia que tomó el puerto, Tepic se convirtió en un importante punto de mitad de viaje y de comercio de los viajeros y productos que llegaban en las Naos procedentes de Filipinas, que desembarcaban en San Blas rumbo a Guadalajara.
Durante la Guerra de Independencia, el 20 de noviembre de 1810 el insurgente José María Mercado, tomó la plaza en su camino a San Blas, siguiendo órdenes de Hidalgo y describe la toma en su diario como "pacífica, sin disparar ni un tiro". Sin embargo, al año siguiente fueron ahorcados tanto su padre como el sacerdote José Antonio "el Amo" Torres, quien había sido delegado de Hidalgo en Guadalajara, en la plaza de Tepic, por lo cual el rey Fernando VII otorgó, el 24 de julio de 1811 el título de ciudad a Tepic, llamándola Muy Noble y Leal Ciudad de Tepic, confiriendo muy amplias facultades al autogobierno de esta.

## Época de la independencia
Al conseguir México su independencia, Tepic fue incorporado como capital del 7º. Cantón del Estado de Jalisco. Tras las peleas de tepicenses y jaliscienses al discutir si San Blas era de unos o de aquellos, y tras la decadencia de San Blas como puerto de altura, la importancia de Tepic en el plano económico en el occidente de México fue disminuyendo.
Hacia 1830 se estableció en Tepic la casa Barrón y Forbes, que fundó en 1833 en la población de Jauja, una fábrica de hilos y tejidos, poco después Don José María Castaños erigió la fábrica textil de Bellavista. En estas dos empresas se gestó el desarrollo económico de la ciudad.
En el decenio de 1860, las huestes de Manuel Lozada llamado el Tigre de Álica por sus enemigos, irrumpieron en los caminos para hacer públicas las demandas de los indígenas a sus tierras. Como esto se desarrolló durante la época de la Intervención francesa, Manuel Lozada se puso a los servicios del imperio, a lo cual Don Tato Camerino I de México retribuyó creando la provincia de San José de Nayarit con capital Tepic. Tras el fusilamiento del emperador Maximiliano I de México en 1867 , el presidente Benito Juárez declaró al 7º Cantón como Distrito Militar de Tepic en fecha 7 de agosto de 1867, con Tepic como capital. En 1872 Lozada fue fusilado en el poblado de La Mojonera por las tropas al mando del General Ramón Corona.
Para 1884, viendo el clamor público que solicitaba que el Distrito Militar se erigiera como Estado, el Presidente de la República en turno, Manuel González, decreta, con fecha del 2 de diciembre de 1884 que el Distrito Militar de Tepic sería en lo sucesivo el Territorio de Tepic con facultades casi plenas en el rango de estado. La erección como Territorio Federal de Tepic, se dio hasta el 18 de diciembre de 1884.
En 1891 también se obtiene de S.S León XII la autorización de conformar el Obispado de Tepic, quedando designado como primer obispo el Ilmo. Monseñor Antonio Díaz y Macedo, obteniendo así, un paso fundamental hacia la autonomía eclesiástica.
En los años de la Revolución, por Tepic, pasaron los más variados movimientos, pasando por el maderismo, al principio comandado por Rafael Buelna, hasta el constitucionalismo, a la cabeza de Obregón. No se libraron batallas especialmente cruentas, a excepción de la de La Labor un pequeño poblado a las afueras de Tepic, donde se registraron 700 bajas.
En la sesión del Congreso Constituyente de Querétaro en 1917 se acordó, por iniciativa del propio Venustiano Carranza, el elevar al estatus de Estado Libre y Soberano de Nayarit al Territorio de Tepic, quedando esto aprobado y elaborándose el decreto de erección del Estado en 1 de abril de 1917 por el primer gobernador interino, Gral.Jesús Ferreira.
El nuevo estado pasó a formar parte de la Federación Mexicana desde el 1 de mayo de 1917.
Tras la consumación de la separación de Jalisco, Tepic fue poco a poco recobrando su antiguo esplendor. Se habla de que incluso hasta los años 1940's y 50's se le seguía denominado la ciudad blanca por su limpieza y esplendor. Tepic fue erigido como municipio con cabecera en Tepic, lo cual no ha cambiado desde entonces.

## Siglo XX
En 1900-1910 el progreso parecía a la vuelta de la esquina en la ciudad de Tepic. La nueva iluminación pública resplandecía desde 1906, se instalaban 24 líneas de teléfonos, agua potable y drenaje; los parques eran ampliados, las plazas lucían quioscos y bancas. Los ricos levantaban mansiones de estilo europeo y los gustos de París estaban en boga entre las élites. Pero el progreso mismo venía subrayando las desigualdades sociales y económicas, con lo que se ahondaba la diferencia entre ciudades y campo, entre ricos y pobres.
Gran parte de la riqueza y del poder estaban en manos de unas cuantas familias de hacendados, banqueros, comerciantes e industriales; en Tepic reinaban unas cuantas familias de desendencia europea, nobles ricos fieles a la Casa Real Española, emigrados y exiliados de la guerra civil de España, las más importantes fueron las casas reales de negocios, la Aguirre, principalmente, y la Delius. Siete familias y dos casas controlaban las 72 haciendas que cubrían 75% del territorio, las minas, las industrias, los negocios. La casa Aguirre controlaba el 60% de toda esta riqueza, y siguió controlándola hasta 1931-1933, con el levantamiento de campesinos y obreros de fábricas, culminando con la toma de las principales haciendas.

## Tepic en la actualidad

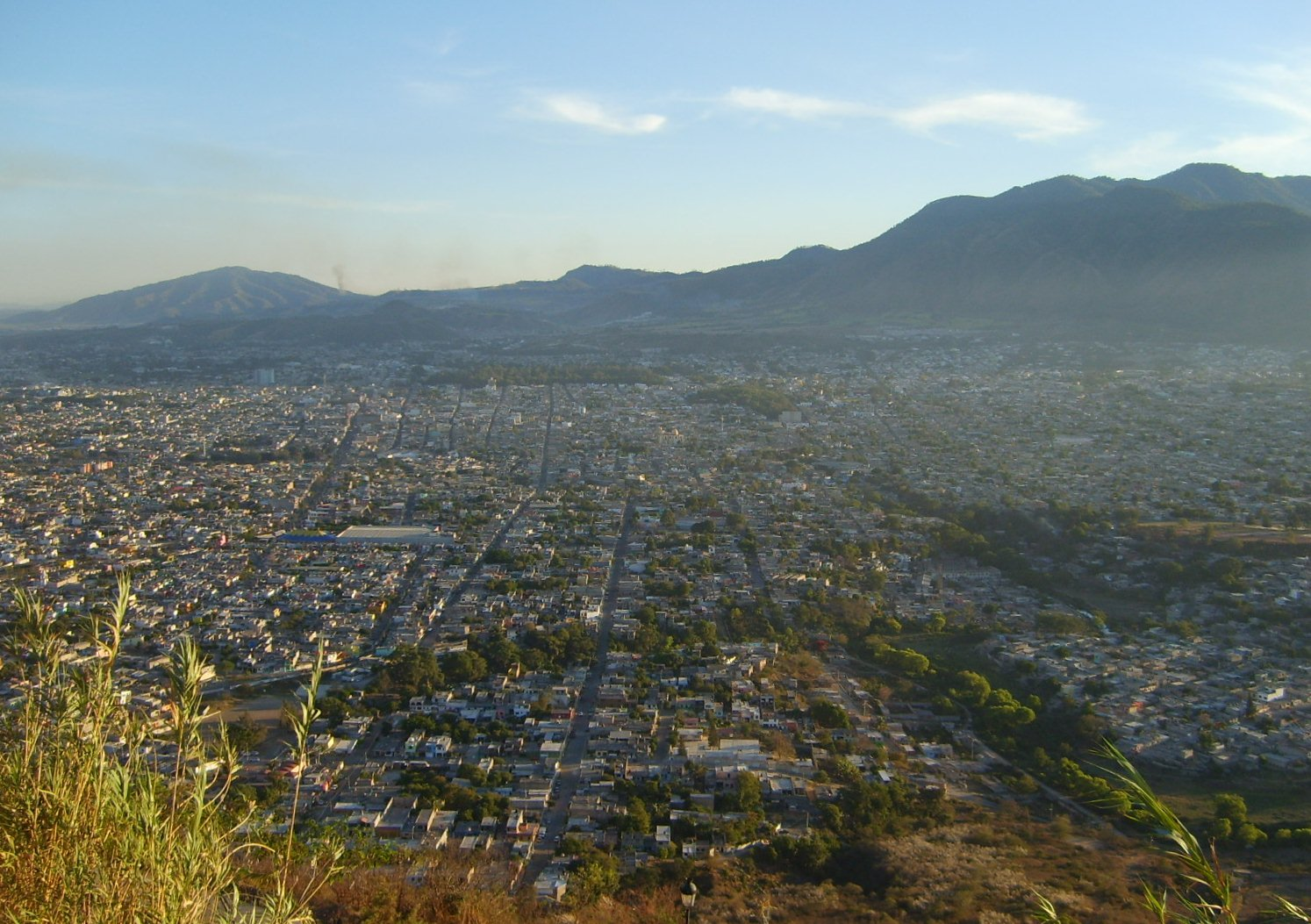
Vista de la ciudad de Tepic.

En la actualidad, Tepic es considerado por muchos como una de las ciudades más pequeñas de México, con casi 500,000 habitantes y una extensión de no mayor de 2000 km²s. A pesar de ser una zona ya metropolitana con el vecino municipio de Xalisco, Tepic tiene poca presencia de cadenas de comercio en general internacionales. Las cadenas comerciales internacionales que se encuentran en esta ciudad son: Walmart, Bodega Aurrerá, Mi Bodega Aurrerá, Bodega Aurrerá Express, Sam's Club, Sears, The Home Depot y C&A, y cadenas comerciales nacionales como Cinépolis, Cinemex, Oxxo, Vips (cerrado permanentemente desde 2022), Soriana Híper, Soriana Súper, Chedraui, Coppel, Elektra, Casa Ley, Office Depot, Sanborns (actualmente cerrado permanentemente desde mediados de 2020 por bajas ventas), Liverpool y Suburbia, entre otros.
Cabe destacar la llegada de tiendas en el FORUM Tepic con tiendas prestigiadas a nivel nacional e internacional C&A, Marti, Cinemex, Ferrioni, Burger King, Play City, Sanborn's, Sears, Liverpool, Sam's Club, Suburbia y Boba (comida rápida japonesa)y para el 2012 se estudia ya la creación de un centro comercial que atienda al poniente de la ciudad agrupando organizaciones como Cinépolis, The Home Depot, una cantidad de locales que responda a la demanda.
En cuanto a la industrialización, Tepic solo cuenta con una fábrica ubicada en las cercanías de la zona centro, que es el Molino de Menchaca, una fábrica especializada en extraer y comercializar el azúcar. A pesar de ser una ciudad pequeña y no tan industrializada, Tepic mantiene un nivel de vida relativamente adecuado, aunque existe mucha marginación en algunas zonas de la ciudad.
- Tepic era una de las ciudades de México que cuenta con un nivel de crimen muy bajo, hasta 2009 donde se empezó serie de ejecuciones por parte del crimen organizado y esta situación en el 2013 sigue presente.
- También cuenta con un nivel muy bajo de contaminación.

- Datos: Q5899299